# میریام سوماری
میریام سوماری (فرانسوی: Myriam Soumaré‎؛ زادهٔ ۲۹ اکتبر ۱۹۸۶) دونده اهل فرانسه است.
از افتخارات وی میتوان به کسب مدال طلا دو ۲۰۰ متر در مسابقات قهرمانی دو و میدانی اروپا ۲۰۱۰ اشاره کرد.